# Jim Rash
James Rash, detto Jim (Charlotte, 15 luglio 1971), è un attore, comico, sceneggiatore, regista, produttore cinematografico e televisivo statunitense, attivo anche nell'ambito del doppiaggio.

## Carriera
È stato un personaggio ricorrente nella serie That '70s Show dove interpreta l'antagonista di Fez.
Dal 2009 al 2015 ha fatto parte del cast della sitcom Community nel ruolo del rettore Craig Pelton.
Nel 2012, ha ricevuto una nomination ai Golden Globe e ha vinto il Premio Oscar per la miglior sceneggiatura per il film Paradiso amaro.

## Filmografia

### Attore

#### Cinema
- Auto Motives, regia di Ted Elliott (2000)
- Hiding in Walls, regia di Terry Rossio (2002)
- One Hour Photo, regia di Mark Romenek (2002)
- Slackers, regia di Dewey Nicks (2002)
- Minority Report, regia di Steven Spielberg (2002)
- S1m0ne, regia di Andrew Niccol (2002)
- Wrong Hollywood Number (2003) - cortometraggio
- George & Gracie, regia di Akiva Goldsman (2003)
- Sky High - Scuola di superpoteri (Sky High), regia di Mike Mitchell (2005)
- Smiley Face, regia di Gregg Araki (2007)
- Balls of Fury - Palle in gioco (Balls of Fury), regia di Robert Ben Garant (2007)
- News Movie (The Onion Movie), regia di James Kleiner (2008)
- C'era una volta un'estate (The Way Way Back), regia di Nat Faxon e Jim Rash (2013)
- Captain America: Civil War, regia di Anthony e Joe Russo (2016)
- Bros, regia di Nicholas Stoller (2022)
- Fly Me to the Moon - Le due facce della Luna (Fly Me to the Moon), regia di Greg Berlanti (2024)

#### Televisione
- Cybill - serie TV, 1 episodio (1995)
- Tracey Takes On... - serie TV, 1 episodio (1995)
- The Naked Truth - serie TV, 3 episodi (1997-1998)
- Working - serie TV, 1 episodio (1998)
- Becker - serie TV, episodio 1x13 (1999)
- Ragazze a Beverly Hills (Clueless) - serie TV, 1 episodio (1999)
- Katie Joplin - serie TV, 7 episodi (1999)
- Thanks - serie TV, 6 episodi (1999)
- The Hughleys - serie TV, 1 episodio (2000)
- The Practice - Professione avvocati (The Practice) - serie TV, 1 episodio (2001)
- Perfetti... ma non troppo (Less Than Perfect) - serie TV, 1 episodio (2002)
- That '70s Show - serie TV, 6 episodi (2002-2006)
- CSI - Scena del crimine (CSI: Crime Scene Investigation) - serie TV, 1 episodio (2003)
- The Guardian - serie TV, 1 episodio (2003)
- Baby Bob - serie TV, 1 episodio (2003)
- Coupling - serie TV, 1 episodio (2003)
- Reno 911! - serie TV, 14 episodi (2003-2009)
- Friends - serie TV, 1 episodio (2004)
- NCIS - Unità anticrimine (NCIS) - serie TV, episodio 1x10 (2004)
- Will & Grace - serie TV, 1 episodio (2005)
- Jake in Progress - serie TV, 1 episodio (2005)
- Help Me Help You - serie TV, 14 episodi (2006-2007)
- Eli Stone - serie TV, 1 episodio (2008)
- Samantha chi? (Samantha Who?) - serie TV, 1 episodio (2008)
- Community - serie TV, 90 episodi (2009-2015) - Craig Pelton
- The Soup - serie TV, 7 episodi (2011-2014)
- Worst. Prom. Ever. - film TV (2011)
- Comedy Bang! Bang! - serie TV, 2 episodi (2013-2015)
- Glee - serie TV, 2 episodi (2014-2015)
- The Odd Couple - serie TV, 1 episodio (2016)
- Black-ish - serie TV, episodio 3x1 (2016)
- The Grinder - serie TV, 1 episodio (2016)
- Lucifer - serie TV, 1  episodio (2016)
- Girlboss - serie TV, 4 episodi (2017)
- Brooklyn Nine-Nine - serie TV, episodio 7x03 (2022)
- Ironheart, regia di Sam Biley e Angela Barnes – miniserie TV, episodio 1 (2025)

### Doppiatore

#### Cinema
- Yellowbird, regia di Christian DeVita (2014)
- Looney Tunes: Due conigli nel mirino (Looney Tunes: Rabbits Run), regia di Jeff Siergey (2015)
- Scarpette rosse e i sette nani (Red Shoes and the Seven Dwarfs), regia di Sung-ho Hong (2019)

#### Televisione
- American Dad! - serie TV, 1 episodio (2009)
- Scooby-Doo! Mystery Incorporated - serie TV, 1 episodio (2012)
- The High Fructose Adventures of Annoying Orange - serie TV, 1 episodio (2012)
- The Looney Tunes Show - serie TV, 2 episodi (2012-2013)
- Randy - Un Ninja in classe (Randy Cunningham: 9th Grade Ninja) - serie TV, 34 episodi (2012-2015) - Preside Erwin Slimowitz
- TripTank - serie TV, 3 episodi (2013-2014)
- Mike Tyson Mysteries - serie TV, 20 episodi (2014-in corso) - Marchese di Queensberry
- Jake e i pirati dell'Isola che non c'è (Jake and the Never Land Pirates) - serie TV, 1 episodio (2015)
- Rick and Morty - serie TV, 1 episodio (2015)
- DuckTales - serie TV (2017-2021) - Archimede Pitagorico
- Star Wars Resistance - serie TV (2018-2020)

### Sceneggiatore

#### Cinema
- Paradiso amaro (The Descendants), regia di Alexander Payne (2011)
- C'era una volta un'estate (The Way Way Back), regia di Nat Faxon e Jim Rash (2013)
- Downhill, regia di Nat Faxon e Jim Rash (2020)

#### Televisione
- Saturday Night Live - serie TV, 2 episodi (2006)
- Community - serie TV, 1 episodio (2013)

### Produttore

#### Cinema
- C'era una volta un'estate (The Way Way Back), regia di Nat Faxon e Jim Rash (2013)
- Amiche di sangue (Thoroughbreds), regia di Cory Finley (2017)

#### Televisione
- The Writers' Room - serie TV (2013-in corso)

### Regista

#### Cinema
- C'era una volta un'estate (The Way Way Back) (2013)
- Downhill (2020)

#### Televisione
- Community - serie TV, 2 episodi

## Doppiatori italiani
Nelle versioni in italiano delle opere in cui ha recitato, Jim Rash è stato doppiato da:
- Oreste Baldini in Help Me Help You, Girlboss, Bros
- Riccardo Scarafoni in Black-ish, Fly Me to the Moon - Le due facce della luna
- Leonardo Graziano in Grandi notizie, Ballard
- Carlo Scipioni in CSI - Scena del crimine
- Stefano Onofri in Friends
- Luca Dal Fabbro in Sky High - Scuola di superpoteri
- Daniele Demma in Community
- Franco Mannella in C'era una volta un'estate
- Sergio Lucchetti in Glee
- Gianluca Machelli in Lucifer
- Oliviero Dinelli in Brooklyn Nine-Nine
- Andrea Lavagnino in That '90s Show
- Patrizio Prata in La festa (peggiore) dell'anno
- Enrico Pallini in Ironheart

Da doppiatore è stato sostituito da:
- Oliviero Corbetta in Randy: un ninja in classe
- Gianfranco Miranda in DuckTales
- Andrea Lavagnino in Star Wars Resistance
- Raffaele Carpentieri ne Le epiche avventure di Capitan Mutanda
- Emiliano Coltorti in Scarpette rosse e i sette nani